# Joost Klein
Joost Klein (nizozemsko: [joːst klɛin]) znan tudi kot Joost, nizozemski glasbenik, raper, pevec in nekdanji youtuber, * 10. november 1997.

## Zgodnje življenje
Joost Klein se je rodil 10. novembra 1997 v Leeuwardnu na Nizozemskem, odraščal pa je v bližnji vasi Britsum. Leta 2008 je odprl YouTube kanal pod imenom EenhoornJoost. Srednje šole ni končal. Pri dvanajstih letih je zaradi raka izgubil očeta. Leto kasneje, leta 2011, je njegova mati umrla zaradi srčnega zastoja. Po smrti staršev sta za Kleina skrbela starejša brat in sestra.

## Kariera
Na YouTubu je objavljal različne zabavne videe in skeče. Leta 2016 je izdal svoj glasbeni prvenec mini album Dakloos. Njegov prvi glasbeni videospot za pesem »Bitches« je dosegel milijon ogledov. V letih 2017 in 2018 je za kratek čas podpisal pogodbo z glasbeno založbo TopNotchom, a se je sčasoma odločil ustanoviti lastno založbo Albino Sports. Dne 3. avgusta 2018 je skupaj z nizozemskim raperjem Donniejem izdal studijski album M van Marketing. Napisal je kratko pesniško zbirko z naslovom Albino, ki je izšla 14. novembra 2018. Zbirka je bila posvečena očetu.
15. novembra 2019 je Klein izdal album 1983. Letnica se nanaša letnico rojstva Kleinovega starejšega brata. Klein je pri albumu sodeloval z glasbenimi producenti Mickom Spekom, Kauwboyjem in Tantum Beatsom. Dne 24. aprila 2020 je Klein izdal album Joost Klein 7, ki ga sestavlja sedem pesmi. Klein je 13. septembra 2022 izdal svoj osmi studijski album z naslovom Fryslân, poimenovanim po domači pokrajini Friziji.
Leta 2023 je Klein dosegel svojo prvo uspešnico v Nemčiji s pesmijo »Friesenjung«, ki je nastala v sodelovanju z nemškim raperjem Skijem Aggujem. Pesem je dosegla prvo mesto na nemški Single Top 100. Istega leta je Klein izrazil zanimanje za zastopanje Nizozemske na Pesmi Evrovizije 2024 v Malmöju na Švedskem. Peticijo je sprožil radijski postaja NPO 3FM v poskusu uresničitve tega cilja. Dne 11. decembra 2023 je nizozemska televizijska postaja AVROTROS objavila, da je bil Klein izbran za nizozemskega predstavnika na tekmovanju. Njegova pesem z naslovom »Europapa« je izšla 29. februarja 2024.

### Pesem Evrovizije
Nastopil je v drugem polfinalu Pesmi Evrovizije 2024, ki je potekal 9. maja. Incident se je zgodil v zakulisju kmalu po Kleinovem nastopu v drugem polfinalu, vpletena pa je bila snemalka, ki je zoper Kleina vložila pritožbo pri švedski policiji. Trdila je, da je Joost Klein naredil grozečo gesto proti njej, medtem ko ga je snemala na poti v zeleno sobo. Nadaljnje podrobnosti prepira niso jasne; vendar je švedska policijska uprava izjavila, da do napada ni prišlo. Na koncu je EBU diskvalificiral nizozemskega predstavnika iz finala. To je bilo prvič v zgodovini tekmovanja, da je bil udeleženec diskvalificiran po uvrstitvi v finale, odkar so od leta 2004 uvedeni polfinali. Nizozemska radijska in televizijska postaja AVROTROS je kazen označila za »zelo visoko in nesorazmerno«. Klein je prek svojega odvetnika zanikal kakršne koli kršitve. Dne 12. avgusta 2024 je švedsko tožilstvo sporočilo, da je primer zaključen, ker ni bilo mogoče ničesar dokazati.
Junija 2024 je Klein izdal single »Luchtballon«, »The Bird Song«, in »Fußball (World Cup 1998)«. 12 julija 2024 je sta skupaj s Käärijo izdala pesem »Trafik!«.

## Diskografija

### Studijski albumi
| Naslov                                                                             | Podrobnosti                                                                                     | Najvišje uvrstitve na lestvici | Najvišje uvrstitve na lestvici | Najvišje uvrstitve na lestvici |
| Naslov                                                                             | Podrobnosti                                                                                     | NLD                            | BEL                            | LTU                            |
| ---------------------------------------------------------------------------------- | ----------------------------------------------------------------------------------------------- | ------------------------------ | ------------------------------ | ------------------------------ |
| Dakloos                                                                            | - Objavljeno: 1. junija 2016 - Založba: Made - Format: digitalni prenos, streaming              | —                              | —                              | —                              |
| Scandinavian Boy                                                                   | - Objavljeno: 20. oktobra 2017 - Založba: Made - Format: digitalni prenos, streaming            | 12                             | 121                            | —                              |
| M van Marketing (with Donnie)                                                      | - Objavljeno: 3. avgusta 2018 - Založba: Made - Format: digitalni prenos, streaming             | 10                             | 79                             | —                              |
| Albino                                                                             | - Objavljeno: 18. januarja 2019 - Založba: Albino Sports - Format: digitalni prenos, streaming  | 5                              | 43                             | 10                             |
| 1983                                                                               | - Objavljeno: 15. Novembra 2019 - Založba: Albino Sports - Format: digitalni prenos, streaming  | 18                             | 25                             | —                              |
| Joost Klein 7                                                                      | - Objavljeno: 24. aprila 2020 - Založba: Albino Sports - Format: digitalni prenos, streaming    | —                              | 14                             | —                              |
| Albino Sports, Vol. 1 (with Brunzyn)                                               | - Objavljeno: 1. aprila 2021 - Založba: Albino Sports - Format: digitalni prenos, streaming     | —                              | 70                             | —                              |
| Fryslân                                                                            | - Objavljeno: 30. septembra 2022 - Založba: Albino Sports - Format: digitalni prenos, streaming | 4                              | 5                              | 7                              |
| »—« označuje singel, ki se ni uvrstil na lestvico ali ni bil izdan na tem ozemlju. |                                                                                                 |                                |                                |                                |

### Mini album
| Naslov                  | Podrobnosti                                                                                       |
| ----------------------- | ------------------------------------------------------------------------------------------------- |
| Europapa: Greatest Hits | - Objavljeno: 5. aprila 2024 - Založba: Samostojno izdano - Formati: digitalni prenos, pretakanje |

### Pesmi
| Naslov                                                                             | Leto | Najvišje uvrstitve na lestvici | Najvišje uvrstitve na lestvici | Najvišje uvrstitve na lestvici | Najvišje uvrstitve na lestvici | Najvišje uvrstitve na lestvici | Najvišje uvrstitve na lestvici | Najvišje uvrstitve na lestvici | Najvišje uvrstitve na lestvici | Najvišje uvrstitve na lestvici | Najvišje uvrstitve na lestvici | Album / EP              |
| Naslov                                                                             | Leto | NLD                            | AUT                            | BEL                            | NEM                            | LAT                            | LTU                            | SWE                            | SWI                            | UK                             | WW                             | Album / EP              |
| ---------------------------------------------------------------------------------- | ---- | ------------------------------ | ------------------------------ | ------------------------------ | ------------------------------ | ------------------------------ | ------------------------------ | ------------------------------ | ------------------------------ | ------------------------------ | ------------------------------ | ----------------------- |
| »Meeuw (skupaj z Stefanom Keizers)                                                 | 2018 | —                              | —                              | —                              | —                              | —                              | —                              | —                              | —                              | —                              | —                              | Albino                  |
| »Ome Robert«                                                                       | 2018 | —                              | —                              | —                              | —                              | —                              | 21                             | —                              | —                              | —                              | —                              | Albino                  |
| »Parmezaan & Linkerbaan« (skupaj z Donnie)                                         | 2018 | —                              | —                              | —                              | —                              | —                              | —                              | —                              | —                              | —                              | —                              | M van Marketing         |
| »Buurman                                                                           | 2019 | —                              | —                              | —                              | —                              | —                              | —                              | —                              | —                              | —                              | —                              | 1983                    |
| »Midlife Crisis«                                                                   | 2019 | —                              | —                              | —                              | —                              | —                              | —                              | —                              | —                              | —                              | —                              |                         |
| »Joost Klein 2«                                                                    | 2019 | —                              | —                              | —                              | —                              | —                              | —                              | —                              | —                              | —                              | —                              | 1983                    |
| »Mayo, No Fries!« (skupaj z bbno$)                                                 | 2020 | —                              | —                              | —                              | —                              | —                              | —                              | —                              | —                              | —                              | —                              | Joost Klein 7           |
| »Ham?«                                                                             | 2020 | —                              | —                              | —                              | —                              | —                              | —                              | —                              | —                              | —                              | —                              | Joost Klein 7           |
| »Ik wil je                                                                         | 2020 | —                              | —                              | —                              | —                              | —                              | —                              | —                              | —                              | —                              | —                              |                         |
| »Gewoon goed« (skupaj z Brunzyn in Donnie)                                         | 2021 | —                              | —                              | —                              | —                              | —                              | —                              | —                              | —                              | —                              | —                              | Albino Sports, Vol. 1   |
| »Wachtmuziek (skupaj s StuBru)                                                     | 2022 | —                              | —                              | —                              | —                              | —                              | 68                             | —                              | —                              | —                              | —                              | Fryslân                 |
| »Florida 2009«                                                                     | 2022 | —                              | —                              | —                              | —                              | —                              | —                              | —                              | —                              | —                              | —                              | Fryslân                 |
| »Friesenjung« (skupaj s Ski Aggu in Ottom Waalkes)                                 | 2023 | 18                             | 1                              | —                              | 1                              | 15                             | 12                             | 100                            | 7                              | —                              | —                              | Denk mal drüber nach... |
| »Droom groot«                                                                      | 2023 | 82                             | —                              | —                              | —                              | —                              | 84                             | —                              | —                              | —                              | —                              |                         |
| »Europapa«                                                                         | 2024 | 1                              | 5                              | 1                              | 13                             | 1                              | 1                              | 4                              | 12                             | 37                             | 51                             | Europapa: Greatest Hits |
| »Luchtballon«                                                                      | 2024 | 4                              | —                              | 15                             | —                              | —                              | 48                             | —                              | —                              | —                              | —                              |                         |
| »Trafik!« (skupaj s Käärijo)                                                       | 2024 | 84                             | —                              | —                              | —                              | —                              | 60                             | —                              | —                              | —                              | —                              |                         |
| »Filthy Dog«                                                                       | 2024 | —                              | —                              | —                              | —                              | —                              | —                              | —                              | —                              | —                              | —                              |                         |
| »—« označuje singel, ki se ni uvrstil na lestvico ali ni bil izdan na tem ozemlju. |      |                                |                                |                                |                                |                                |                                |                                |                                |                                |                                |                         |